# Dyl Sowizdrzał (film animowany)
Dyl Sowizdrzał (niem. Till Eulenspiegel, ang. Jester Till) – niemiecko-belgijski film animowany z 2003 roku w reżyserii Eberharda Junkersdorfa.

## Opis fabuły
Komediowa animacja, której bohaterem jest błazen Dyl Sowizdrzał. Dyl przyjeżdża do miasta, by odwiedzić dziadka, czarodzieja Markusa. Markus razem ze swoim asystentem, sową o imieniu Korneliusz, gotują miksturę szczęścia, którą Dyl ma rozdać mieszkańcom okolicy. Magiczny napój zostaje skradziony przez odwiecznego wroga, Doktora Śmierć, a on sam znika bez śladu. Gdy Korneliuszowi udaje się odnaleźć wnuka czarodzieja, obaj trafiają do magicznej sali luster. Okazuje się, że mają tylko dwa dni na uratowanie czarodzieja. Na domiar złego, zła ciotka młodego króla Ruperta, księżniczka Katarzyna, spiskuje z kapitanem straży aby zabić króla i sama zostać królową. Do Dyla dołącza Nele, sprytna córka burmistrza.

## Obsada
- Benedict Weber – Dyl Sowizdrzał
- Veronica Ferres – Nele
- Christian Tramitz – Korneliusz
- Katharina Thalbach – Katarzyna
- Patrick Flecken – Król Rupert
- Mario Adorf – Burmistrz
- Dieter Landuris – Porucznik

## Wersja polska
Postaciom głosów użyczyli:
- Anna Maria Buczek
- Joanna Jabłczyńska
- Dorota Lanton
- Joanna Pach
- Dariusz Błażejewski
- Jarosław Boberek
- Andrzej Chudy
- Leszek Filipowicz
- Cezary Nowak
- Adam Szyszkowski
- Mirosław Wieprzewski

Reżyseria i udźwiękowienie: Krzysztof Nawrot

Dialogi: Magdalena Balcerek

Wersja polska: GMC Studio
Lektor: Andrzej Chudy